# Tommy Burleson
Thomas Loren "Tommy" Burleson (Crossnore, Carolina del Norte, 24 de febrero de 1952) es un exjugador de baloncesto estadounidense que disputó 7 temporadas en la NBA. Con 2,18 metros de altura, jugaba en la posición de pívot.

## Trayectoria deportiva

### Universidad
Jugó durante 4 temporadas con los Wolfpack de la Universidad de North Carolina State, donde coincidió con David Thompson, y junto a él consiguieron destronar a la hasta entonces invencible UCLA, ganando el campeonato de la NCAA en 1974. Durante su estancia en el equipo fue elegido en dos ocasiones como mejor jugador de la Atlantic Coast Conference, en 1973 y 1974, y en el mejor quinteto de la Final Four de la NCAA en 1974. Su defensa sobre la estrella de los Bruins, Bill Walton, fue decisiva para la consecución del título.
En sus cuatro años en los Wolfpack promedió 19,1 puntos y 12,7 rebotes por partido.

### Selección nacional
Fue convocado con la selección de baloncesto de Estados Unidos para disputar los Juegos Olímpicos de Múnich 1972, participando por tanto en aquella polémica final que acabó con el triunfo de la Unión Soviética en el último segundo. Posteriormente ganaría el oro en las Universiadas de 1973, disputadas precisamente en Moscú.

### Profesional
Fue elegido en la tercera posición del Draft de la NBA de 1965 por Seattle Supersonics, siendo elegido en su primera temporada en el Mejor quinteto de rookies, tras promediar 10,1 puntos y 7,0 rebotes por partido. Bajo la dirección de Bill Russell en el banquillo, Burleson jugó sus mejores temporadas en la liga profesional, llegando en su segunda temporada a conseguir 15,6 puntos, 9 rebotes y 1,8 tapones por encuentro. Tras tres temporadas en los Sonics, fue traspasado a Kansas City Kings, donde una inoportuna lesión en la rodilla hizo que sus apariciones en la pista fueran cada vez menores, perdiéndose un gran número de partidos. En la temporada 1980-81 fue de nuevo traspasado a Atlanta Hawks, donde apenas pudo disputar 31 partidos antes de retirarse definitivamente ese mismo año, con tan solo 28 años, del baloncesto profesional.
En el total de su corta carrera deportiva promedió 9,4 puntos, 6,3 rebotes y 1,3 tapones por partido.